# Rechtswissenschaftliche Grundrisse
Die Rechtswissenschaftlichen Grundrisse waren eine juristische Lehrbuchreihe in der Zeit des Nationalsozialismus.
Die Rechtswissenschaftlichen Grundrisse erschienen von 1935 bis 1944 im Verlag Junker und Dünnhaupt in Berlin und wurden von dem Münchener Staatsrechtler Otto Koellreutter herausgegeben. Sie konkurrierten mit den Grundzügen der Rechts- und Wirtschaftswissenschaft, die in der Hanseatischen Verlagsanstalt in Hamburg erschienen, und der Reihe Grundrisse des Deutschen Rechts bei Mohr Siebeck in Tübingen.
Folgende Bände erschienen:
- Otto Koellreuter: Deutsches Verfassungsrecht. Ein Grundriss, 1935, 2. Auflage 1936, 3. Auflage 1938.
- Kurt Schilling: Geschichte der Staats- und Rechtsphilosophie im Überblick von den Griechen bis zur Gegenwart, 1937.
- Edmund Mezger: Deutsches Strafrecht. Ein Grundriss, 1938, 2. Auflage 1941, 3. Auflage 1943.
- Fritz Reu: Anwendung fremden Rechts. Eine Einführung, 1938.
- Alfred Hueck: Deutsches Arbeitsrecht. Ein Grundriß, 1938, 2. Auflage 1944.
- Kurt Schilling: Einführung in die Staats- und Rechtsphilosophie, 1939.
- Justus Wilhelm Hedemann: Deutsches Wirtschaftsrecht. Ein Grundriss, 1939, 2. Auflage 1943.
- Hans Otto de Boor: Rechtsstreit, einschließlich Zwangsvollstreckung. Ein Grundriss, 1940.
- Ernst Forsthoff: Deutsche Verfassungsgeschichte der Neuzeit, 1940.
- Lutz Richter: Deutsches Bauernrecht. Ein Grundriss, 1942.
- Wenzel Graf von Gleispach: Deutsches Strafverfahrensrecht. Ein Grundriss, 1943.
- Rolf Dietz: Deutsches Personen-, Familien- und Erbrecht. Ein Grundriss. Band 1: Die Rechtsstellung des Volksgenossen und das Familienpersonenrecht, 1943, 2. Auflage 1944.
- Claudius von Schwerin: Germanische Rechtsgeschichte. Ein Grundriß, 1936, 2. Auflage 1944.